# Atina Johnston
Atina Johnston, född den 12 oktober 1971 i Regina, Kanada, är en kanadensisk curlingspelare.
Hon tog OS-guld i damernas curlingturnering i samband med de olympiska curlingtävlingarna 1998 i Nagano.